# Pilumnopeus serratifrons
Pilumnopeus serratifrons är en kräftdjursart som först beskrevs av John Robert Kinahan 1856.  Pilumnopeus serratifrons ingår i släktet Pilumnopeus och familjen Pilumnidae. Inga underarter finns listade i Catalogue of Life.